# Звёздный (Кабардино-Балкария)
Звёздный — посёлок в Чегемском районе Кабардино-Балкарии. 
Образует муниципальное образование сельское поселение посёлок Звёздный как единственный населённый пункт в его составе.

## Географическое положение
Посёлок расположен в восточной части Чегемского района, в 17 км к юго-западу от районного центра Чегем и в 15 км к западу от города Нальчик.
Площадь посёлка составляет — 11 км2, площадь сельского поселения — 57 км2.
Граничит с землями населённых пунктов — Каменка на севере, Шалушка на северо-востоке, Кенже на востоке и землями Государственного Лесного Фонда (Гослесфонд) на юге и западе.
Населённый пункт расположен в предгорной зоне республики, в низине, со всех сторон окруженной возвышенностями Лесистого хребта. Средние высоты сельского поселения составляют 595 метров над уровнем моря. Абсолютные превышают 1000 метров. Наивысшими точками являются вершины — «Острый пик» (1072 м) и «Тупой пик» (1024 м).
Гидрографическая сеть представлена мелкими речками. Местность высоко обеспечена подземной водой. В пределах сельского поселения имеются несколько малых озёр, а также искусственные водоёмы, предназначенные для хозяйственного разведения рыб.
Климат умеренный. Лето тёплое со средними температурами июля около +25…+28°С. Зима прохладная со средними температурами января −5…-9°С. Благодаря окружающим посёлок хребтам, сильные ветры дуют крайне редко. Среднее количество осадков в год составляет около 600 мм.

## История
Ранее на месте, где в настоящее время находится посёлок, располагалось учебное хозяйство КБГУ и Нальчикского сельскохозяйственного техникума.
В 1956 году началось строительство закрытого военного городка при Министерстве обороны СССР, получившего условное название — «Нальчик-20»
До распада СССР «Нальчик-20» был закрытым военным городком, обслуживавшим арсенал 12-го Главного управления Министерства обороны СССР (ядерно-техническое обеспечение и безопасность).
В 1992 году арсенал был расформирован, с объектов военного городка «Нальчик-20» снят гриф секретности и они переведены в введение внутренних войск МВД России.
В 2000 году постановлением Парламента Кабардино-Балкарской Республики от 19 октября 1999 года № 153, военный городок «Нальчик-20», преобразован в посёлок и ему присвоено название «Звёздный». В том же году он передан в состав Чегемского района, тем самым впервые появившись на географических картах.
В посёлке находятся три памятника в память о погибших в Великой Отечественной войне и других военных действиях.

## Население
| 2002  | 2010  | 2012  | 2013  | 2014  | 2015  | 2016  |
| ----- | ----- | ----- | ----- | ----- | ----- | ----- |
| 1678  | ↗1789 | ↘1727 | ↘1605 | ↘1517 | ↘1470 | ↘1426 |
| 2017  | 2018  | 2019  | 2020  | 2021  | 2023  | 2024  |
| ↘1402 | ↘1386 | ↘1371 | ↘1345 | ↗1666 | ↘1627 | ↘1598 |
| 2025  |       |       |       |       |       |       |
| ↘1591 |       |       |       |       |       |       |

Плотность — 144.64 чел./км2.
Национальный состав
По данным Всероссийской переписи населения 2010 года:
| Народ      | Численность, чел. | Доля от всего населения, % |
| ---------- | ----------------- | -------------------------- |
| русские    | 1 088             | 60,8 %                     |
| балкарцы   | 349               | 19,5 %                     |
| кабардинцы | 151               | 8,5 %                      |
| ингуши     | 30                | 1,7 %                      |
| украинцы   | 30                | 1,7 %                      |
| кумыки     | 29                | 1,6 %                      |
| осетины    | 22                | 1,2 %                      |
| другие     | 90                | 5,0 %                      |
| всего      | 1 789             | 100 %                      |

По данным Всероссийской переписи населения 2021 года:
| Народ               | Численность, чел. | Доля от всего населения, % |
| ------------------- | ----------------- | -------------------------- |
| русские             | 732               | 43,94 %                    |
| балкарцы            | 566               | 33,97 %                    |
| кабардинцы          | 127               | 7,62 %                     |
| другие / не указано | 241               | 14,47 %                    |
| всего               | 1 666             | 100,0 %                    |

## Местное самоуправление
Структуру органов местного самоуправления сельского поселения составляют:
- Глава сельского поселения — Селихова Ольга Александровна.
- Администрация сельского поселения посёлок Звёздный — состоит из 4 человек.
- Совет местного самоуправления сельского поселения посёлок Звёздный — состоит из 12 депутатов.

## Военный городок
Посёлок является местом дислокации части вооруженных сил Российской Федерации в Северо-Кавказском Федеральном Округе.
На территории посёлка расположены объекты армейского назначения:
- Воинские части(в/ч 3723)
- Конный двор
- Инженерно-сапёрная рота
- Кинологический взвод
- Тактическое поле (3)
- Склад артвооружений (2)
- Стрельбище (3)
- ЦБХ
- Склад ГСМ

Автогородок:
- Автодром
- Горный автодром
- Автопарк

## Образование
- Средняя школа № 1 — ул. Ленина, 16 (бывшая школа №153 введена в эксплуатацию в 1959 году)
- Начальная школа Детский сад № 1

## Здравоохранение
- Участковая больница
- Палаты дневного стационара

## Культура
- Дом Культуры
- Дом «офицеров»
- Музей боевой славы
- Спортгородок и стадион
- Совет ветеранов войны
- Совет ветеранов труда

## Религия
- В посёлке имеется церковь «Ионна Воина», построенная в 2004 году. Она является единственным христианским религиозным учреждением в Чегемском районе.

## Экономика
Поселок Звездный, находится в лесной зоне, но из-за отсутствия земель для сельскохозяйственной обработки, сельское хозяйство развито мало. В северной части посёлка расположен питомник яблоневых садов.
Большинство малых предприятий посёлка осуществляет свою деятельность в оптовой и розничной торговле. На территории посёлка находятся несколько столярных цехов.

## Улицы
| Горького     |
| Дзержинского |

| Ленина |

| Молодёжная |